# 緬街 (溫哥華)

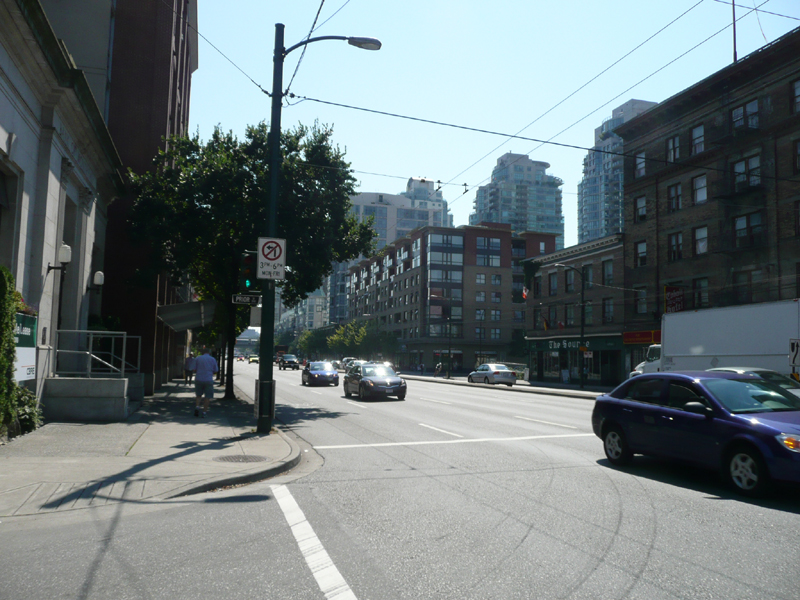
緬街與派亞街交界處南望

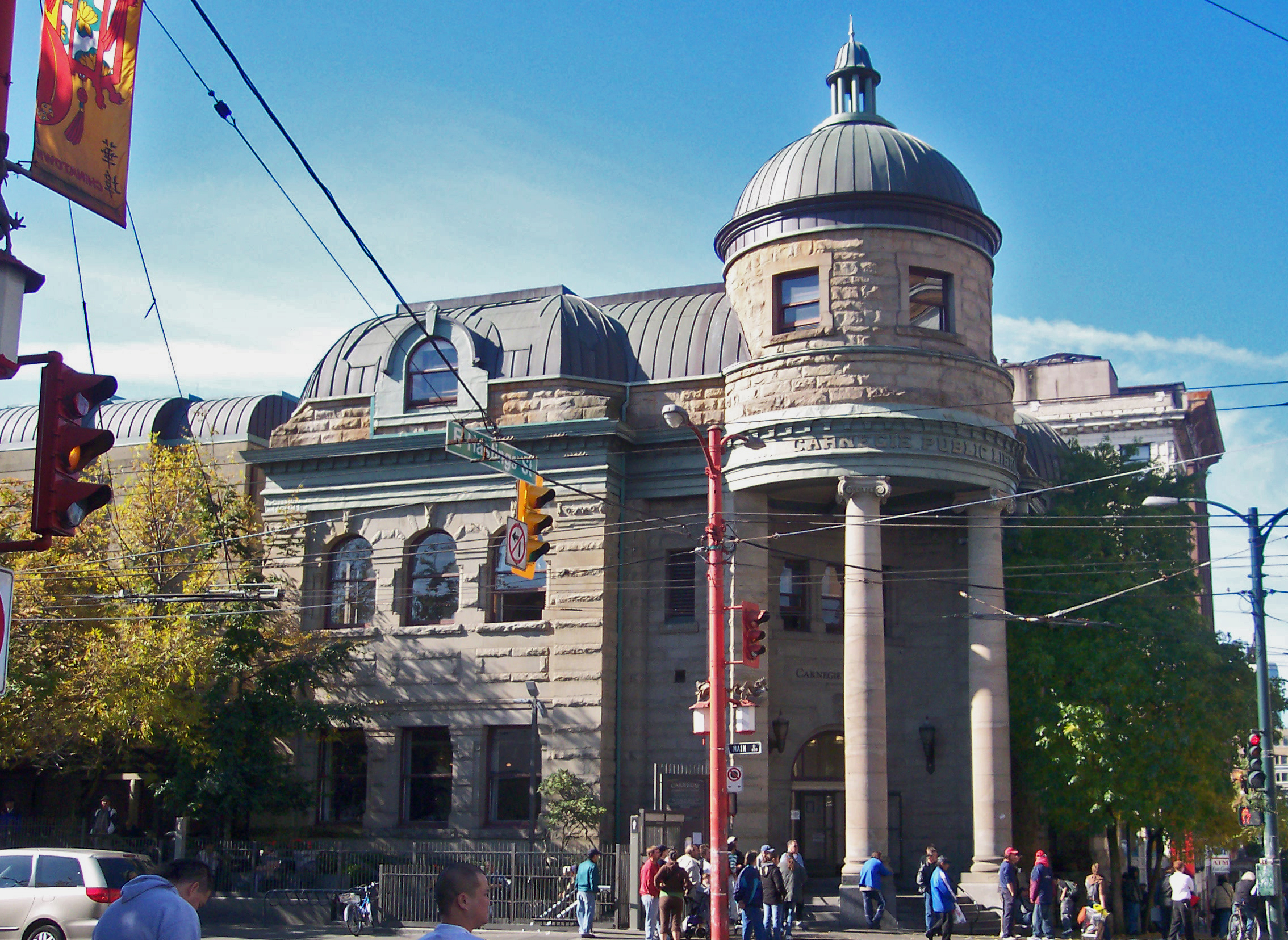
位於緬街夾喜士定街的卡内基社区中心

緬街是加拿大卑詩省溫哥華一條主要南北向街道，北起布勒內灣旁的濱海道，南至菲沙河北支流河岸。

## 走綫
緬街北起溫哥華港口局的貨櫃碼頭，鄰近市中心東端和煤氣鎮等歷史城區，往南與喜士定街交匯後穿過華埠，再與佐治街和登斯梅街高架橋交匯。緬街此後往南延，途經太平洋中央車站和緬街-科學世界架空列車站後與終站路（Terminal Avenue）交匯，再抵達快樂山。百老匯街以南的一段緬街佈滿商住樓宇；該帶過往主要是藍領階層的社區，但已逐步轉型成高檔消費區，並出現不少古玩店和咖啡室。
33街至41街的一段緬街主要為住宅區，而緬街在納特·卑利體育館和女皇公園附近抵達其地理最高點。緬街在41街以南穿過日落區，而緬街夾49街一帶則是旁遮普市場的心臟地帶，此為南亞裔社群在溫哥華的重鎮之一。此處以南的緬街再度恢復其住宅區特色，到東南海旁大道（Southeast Marine Drive）的交界則再度出現商用建築，而海運大道以南至菲沙河岸的緬街兩旁則是工業用地。

## 歷史
緬街的北端位於喜士定木廠以西；該帶為現溫哥華市的發源地。溫哥華於1886年設市後，緬街與喜士定街交界處一帶成為溫市的中心地帶，當時的溫哥華中央圖書館（現卡内基社区中心）和市政廳皆設於此處。然而，隨著市政機構和零售商戶在往後年間陸續撤離該區，市中心東端一落千丈，而緬街夾喜士定街也成為市中心東端毒品、娼妓和貧窮問題的代名詞。
緬街於百老匯街以北與京士威道交匯；京士威道前稱新西敏道，連帶緬街的舊稱也是西敏大道（Westminster Avenue）。西敏大道夾第9街（即現百老匯街）的商戶於20世紀初向市政府請求將該帶道路更名以營造繁華氣氛；西敏大道遂於1910年改稱緬街，並維持至今。
緬街過去曾被福溪分成兩段，並以一座開啟橋連接。隨著福溪的東端於1910至20年代被填成陸地，兩岸的緬街亦貫通起來，而開啟橋亦被拆卸。